# アントン・ウィッキー
アントン・ウィッキー・アンパラヴァナル（Anton Wicky Ampalavanar、1936年9月26日 - ）は、スリランカ・コロンボ生まれで日本在住の国際比較学者、外国人タレント。国立セイロン大学卒。血液型B型。

## 人物
セイロン大学卒業後、水産庁に入庁するが、それからすぐの頃に留学へ。カリフォルニア大学留学中に東京大学農学部教授の檜山義夫と知り合ったのがきっかけで、日本の留学の試験を受けて合格。同時にカナダへの留学の試験も受けていてこちらも合格したが、合格通知が先に届いた日本に行くことにし、1961年に文部省の国費留学生として来日した。当初日本語はまったく話せず、日本語学校での勉強に加え、毎晩渋谷のバーで、日本人にその日に学習した文章で話しかける「突撃スタイル」で日本語を習得した。3か月後に日本語試験に合格し、東京大学大学院生物系研究科(1965年に大学院農学系研究科に改組。現在の大学院農学生命科学研究科）で海洋生物学を学び始め、1969年に博士号を取得。博士論文のテーマは「魚の行動に対する波長の効果」。奨学金が少なかったことから、大学院生時代から英会話講師のアルバイトをずっとやっていた。その生徒の中に「ズームイン!!朝!」の最初から参画していた澤田隆治の後の夫人となる女性がいたことから、後に澤田を通じる形で1979年より、日本テレビ「ズームイン!!朝!」のコーナー「ウィッキーさんのワンポイント英会話」（後述）に起用されて担当し、全国的な知名度を得た。
奥羽大学教授ほか、日本大学農獣医学部（現：生物資源科学部）など他の大学などでも教鞭をとった。近年は、大学教員の仕事を優先させているため、大学の夏休み・冬休み等の休講中などでない限りテレビには出演していない。本人曰く「大学の講義を犠牲にしてまでレギュラー番組に出演するつもりはない」との事。（『週刊文春』掲載「あの人は今」のインタビューより）
実家は非常に裕福である。「ウィッキーさんのワンポイント英会話」出演時、よく「日本に来て、雪を見てどう思いましたか?」と質問されたが、実際には11歳の頃から度々家族でスイスへ遊びに行っており、雪は知っていた。また、スキーも日本に来る前にある程度滑ることができた。
著書は英会話本を中心に十数冊に及ぶ。夫人は英会話学校講師時代の教え子であり、夫人との間にガネシュと言う名の一人息子をもうけている。また、親戚にプロ棋士の門倉啓太がいる。
「百万人の英語」でも「ウィッキーとキッコのHello People」という番組でパーソナリティ風講師を務めたことがある。この番組でも上述のワンポイント英会話のような街頭インタビューを取り入れていた。
長い間「1940年生まれ」としていたが、週刊誌でのインタビューにおいて、実際は「1936年生まれ」であると告白した（理由については「機会がなかったため、訂正してこなかった」とのこと）。
2024年の時点でも、東京も中心とした首都圏の英会話各教室で講師を務めている。

## ワンポイント英会話
「ウィッキーさんのワンポイント英会話」は、日本テレビ「ズームイン!!朝!」の1コーナーで、1979年3月の番組開始と同時にスタート。当初のコーナー開始時刻は7時20分で、1990年から7時45分となった。その後、1994年3月の番組リニューアルまで15年間続いた。午前7時台の生中継で、街頭の人（大抵通勤・通学中の人）にウィッキーがいきなり英語でインタビューを行うという内容により、全国的に有名になった。通行人は彼に声をかけられると逃げることも多かった。放送当時は、朝、会社や学校に遅刻した時の言い訳として、「ウィッキーさんと英会話をしてきた（ために遅れてしまった）」という冗談もあったほどである。最初は、同番組英会話コーナーのオーディションに、通訳として呼ばれたが、代役としてリハーサルに参加したところ「この人でOK」ということでそのまま出演が決った。
そのような人気コーナーだったためウィッキー自身も思い入れが深く、「あの人は今!?」 に出演した際には、「視聴者に飽きられてしまう前に、日テレさんがあのコーナーを終わらせてくれてよかった。そのおかげで、皆さん今でも私のことを覚えていてくれるし、街で会えば『ウィッキーさん!!』と、声をかけてくれる」と、感慨深げに語っている。事実コーナー終了の当日、ねぎらいの花束を持った大勢の人たちが待ち構えていたことに本人も驚き、感極まって泣いてしまったほど。しかし、「ただ、たまに間違えて『サンコンさん!!』って声をかけてくる人もいるんですけど…」と、オチをつけた。
1988年4月に自身が盲腸で緊急入院したため2週間出演できず、急遽自身の一人息子が代役を務めたことがある。彼は当時慶應義塾大学医学部在籍だったが、現在はアメリカのハーバード大学で小児科の研究活動を行っている（『週刊文春』掲載「あの人は今」のインタビューより）。
2023年4月20日に他局であるTBSテレビ『THE TIME,』にサプライズ出演し、「ワンポイント英会話」を再現して見せた。これは前日の19日の放送内で司会の安住紳一郎（TBSアナウンサー）が自身のラジオ番組『安住紳一郎の日曜天国』（TBSラジオ）で上述の遅刻の言い訳を話題にしたところ、他の出演者がウィッキーのことを知らなかったことからSNS上でも話題となり、「バズったワードデイリーランキング」で「ウィッキーさん」が8位に入ったことを取り上げ、これを受けてリポーターの篠原梨菜（TBSアナウンサー）が新橋駅前で「ワンポイント英会話」を再現、これをウィッキーが見ていたことから出演が実現したものである。

## 著書
- ウィッキーさんのワンポイント英会話（日本テレビ放送網）
  - 単なる英会話のレッスン本ではなく、このような場面ではこう言うといったエッセイ本に近い。幼稚園児に「おじさん『英語人』？」と聞かれて「Yes, I’m Eigojin. 君たちの知ってるバイバイって言葉、あれも英語なんだよ」と答えた話や、スリランカの実家で英語のわからない女中相手にセイロン語だと思い込んで日本語で話しかけていたエピソード、また「一般的でない単語を無理に言う必要はない」という章では、日本で葬式に参列した時に「『ご愁傷様』でしたと言いなさい」と前もって言われていたのに「この度は誠に、ごちそうさまでした」と発言してしまった顛末などが語られている。
- ウィッキーさんのワンポイント英会話 続（日本テレビ放送網）
- ウィッキーさんの実戦英会話（日本テレビ放送網）
- ウイッキーさんのやさしい英会話（日本テレビ放送網）
- ウイッキーさんのやさしい英会話 パート2（日本テレビ放送網）
- ウイッキーさんのズームイン!! 英会話!（日本テレビ放送網）
- ウィッキーさんのトラベル英会話 （日本文芸社）
- ウイッキーさんのイングリッシュプレイタイム（日本テレビ放送網）
- アントン・ウイッキーのトラベラーズ英会話（日東書院）
- ウイッキーさんの24時間の英会話（講談社）
- アントン・ウイッキーの日常英会話（日東書院）
- ウィッキーさんのすぐに使えるワンポイント英会話（三笠書房）
- ウイッキーさんの59動詞の英語塾（三笠書房）
- ウイッキーさんの海外旅行を10倍楽しむ英会話（実務教育出版）
- 食べるときに困らないウイッキーさんの24時間の英会話（講談社）
- ウイッキーさんのとことん日本人大好き（ザ・ブック）

## CM出演
- 上北農産加工農業協同組合「スタミナ源たれ」青森県・岩手県（1980年 - 1990年代）
- ライオン「レスキュー」（1987年） - カケフくんとの共演。
- JR東日本「E電」普及キャンペーンの中吊り広告（1987年）
- イエローハット（2006年）
- サントリー「DAKARA」（英会話発音注意篇）講師役（2008年7月）

共演の天海祐希との会話は、すべて英語で収録された。
- サントリー「なっちゃん」 バス運転手役（2010年、6代目なっちゃん・桜庭ななみと共演）
- 日清食品「カップヌードル」おバカへの疾走篇（2016年）

## 映画
- 王立宇宙軍 オネアミスの翼（漫才師役）

## 受賞
- ゆうもあ大賞（1987年）[10]
- ATP賞個人賞（1988年）[11]
- ベスト・ファーザー イエローリボン賞（1994年）[12]